# 사회주의 형제의 입맞춤

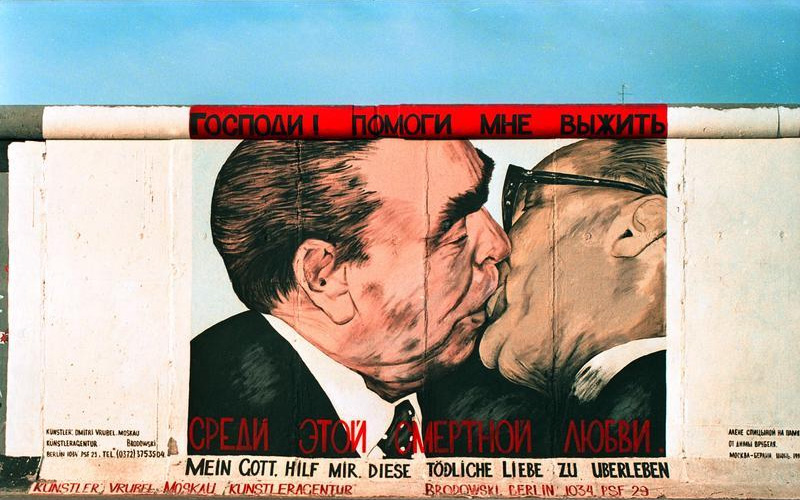
신이시여, 이 죽음에 이르는 사랑 속에서 우리를 살아남게 하소서는 소련 지도자 레오니트 브레즈네프가 동독 지도자 에리히 호네커와 키스하는 모습을 묘사한 베를린 장벽의 그래피티 그림이다.

사회주의 형제의 입맞춤은 사회주의 지도자들 사이의 특별한 형태의 인사였다. 이 행위는 서로 다른 뺨에 대한 일련의 세 번의 키스와 함께 포옹으로 구성된 사회주의 국가들 사이에 존재하는 특별한 연관성을 보여주었다. 드문 경우로, 두 지도자들이 그들 자신이 유난히 가깝다고 생각할 때, 볼보다는 입에 키스를 하였다.
사회주의 형제의 포옹은 키스 없이 몸의 왼쪽과 오른쪽을 번갈아 가며 세 번의 깊은 포옹으로 구성된다. 이 변형된 인사법은 아시아의 공산당 지도자들에 의해 채택되었는데, 이는 볼 키스를 인사로 하는 전통이 부족하다. 냉전 기간 동안 아시아의 공산당 지도자들은 유럽인들과 쿠바인들로부터 키스를 받는 것에 동의했지만, 그들 자신들은 키스를 생략했다.